# Cristo de La Laguna

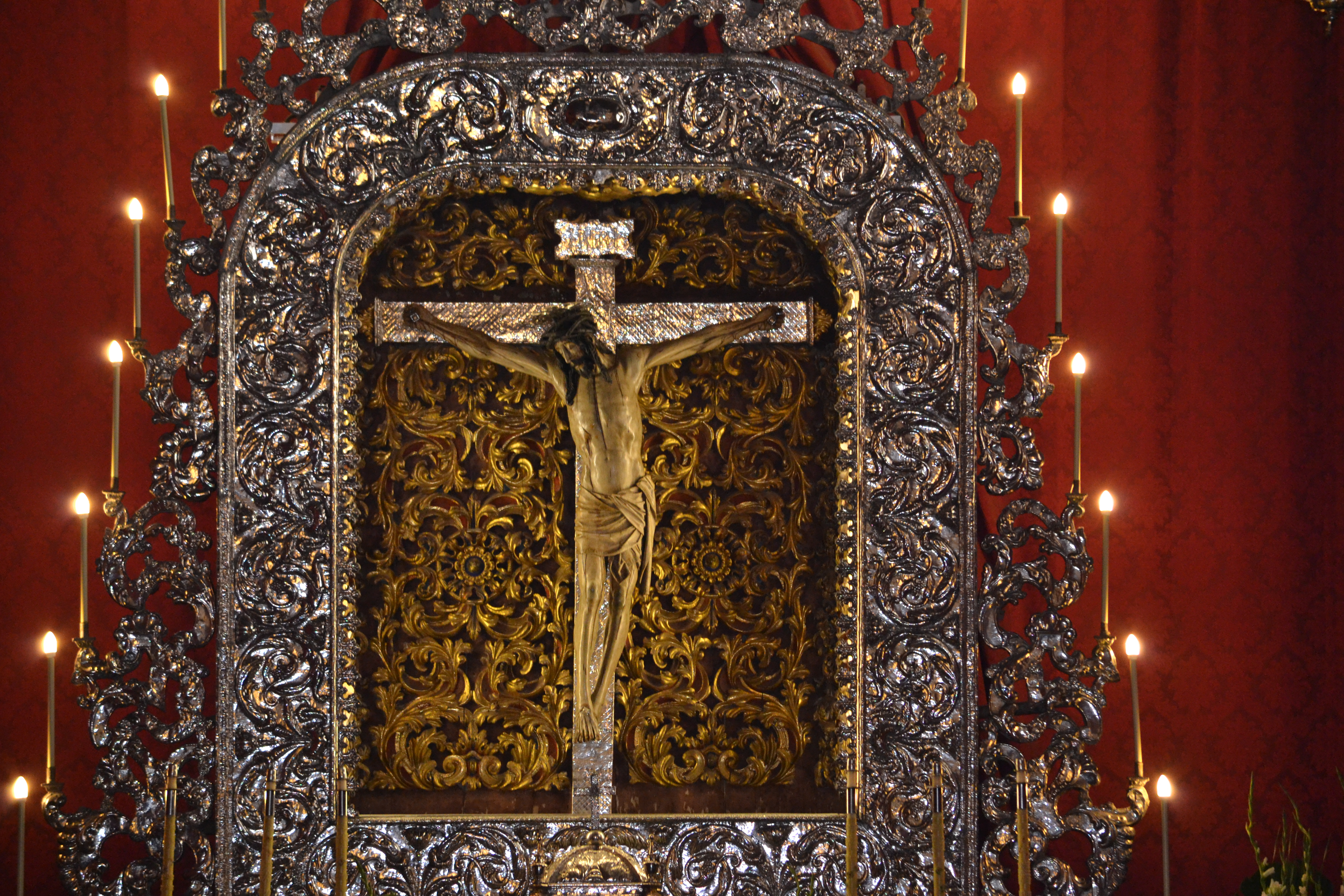
Cristo de La Laguna

Il Cristo de La Laguna è una statua di Cristo crocifisso collocata nel Real Santuario del Santísimo Cristo de La Laguna, nella città di San Cristóbal de La Laguna (Tenerife, Spagna). È l'immagine più venerata di Cristo nelle Isole Canarie. Egli è considerato come una delle immagini di maggior valore artistico in Spagna e uno dei migliori crocifissi europei in termini di qualità artistica.

## Storia
Quest'effigie di Cristo è oggetto di culto cattolico: scolpita nelle Fiandre nel XVI secolo da Louis Van Der Vule, fu successivamente trasferita a Venezia e da Venezia a Barcellona. Successivamente fu portata a Sanlúcar de Barrameda in Cadice e poi trasportata a Tenerife nel 1520. A quanto pare il simulacro era un dono del conte di Medina-Sidonia allo conquistatore dell'isola di Tenerife, Alonso Fernández de Lugo. Successivamente il Crocifisso è stato posto nel Convento di San Michele delle Vittorie (ora Real Santuario del Cristo de La Laguna).
Il culto è diventato solenne fino a rendere il Cristo de La Laguna una delle immagini religiose più venerate in tutto l'arcipelago. Nella notte del 28 luglio 1810, un grande incendio ha devastato il Santuario del Cristo, la scultura fu salvata dalle fiamme, e fu custodita nella chiesa parrocchiale di Nostra Signora dei Rimedi (oggi la cattedrale della città) fino a che il santuario poté essere ripristinato.
Questa immagine è stata presa in suppliche per le strade della città di La Laguna in molte occasioni nel corso della storia, di solito per chiedere la sua intercessione in varie calamità pubbliche come epidemie, parassiti o siccità che si sono verificati sull'isola di Tenerife.
Il Cristo de La Laguna è stato molto venerato dagli artiglieri che hanno partecipato alla campagna in Marocco tra il 1921 e il 1922. Prima della partenza, furono posti sotto la protezione del Cristo de La Laguna. I 160 uomini rimasero incolumi, dopo aver partecipato a 17 combattimenti: ciò è stato da molti ritenuto un miracolo. In ringraziamento, gli artiglieri emisero il voto solenne di accompagnare l'effigie in tutte le processioni, con una squadra di 7 guastatori, espressione di fede e di amore per il Cristo de La Laguna.
Prima che l'immagine di Cristo de La Laguna ha ricevuto la consacrazione episcopale il Vescovo Domingo Pérez Cáceres, il 21 settembre, 1947, che divenne il primo vescovo nato a Tenerife che governò la sua diocesi di origine. L'immagine di Cristo fu eccezionalmente trasferito alla Cattedrale di La Laguna per l'occasione un paio di giorni prima.
Attualmente e per secoli, l'immagine di Cristo di La Laguna è uno dei più venerati nelle Isole Canarie, e la seconda devozione più importante dell'isola di Tenerife, dopo la Vergine della Candelaria (patrona delle Isole Canarie).

## Leggende
Ci sono alternative leggende che cercano di spiegare l'origine di questa scultura enigmatica. Alcune di queste leggende dicono che l'immagine di Cristo di La Laguna è stato scolpito dagli angeli e anche dall'evangelista Luca. Fray Luís de Quirós ha detto che l'immagine di Cristo di La Laguna è stata presa per l'isola di Tenerife da San Michele Arcangelo. In entrambi i casi questi "santi scultori" scolpiti immagini con le caratteristiche del viso che aveva Cristo al momento della sua crocifissione.
Un'altra leggenda racconta che una notte di tempesta il religioso dal Convento di San Miguel de las Victorias (oggi Santuario di Cristo) hanno sentito qualcuno bussare alla porta, e quando hanno aperto ha trovato una grande scatola, all'interno di questa scatola fuori luci meravigliose. Dopo aver aperto la scatola trovata a immagine di Cristo, questo fatto è stato preso come un miracolo.

## Processioni

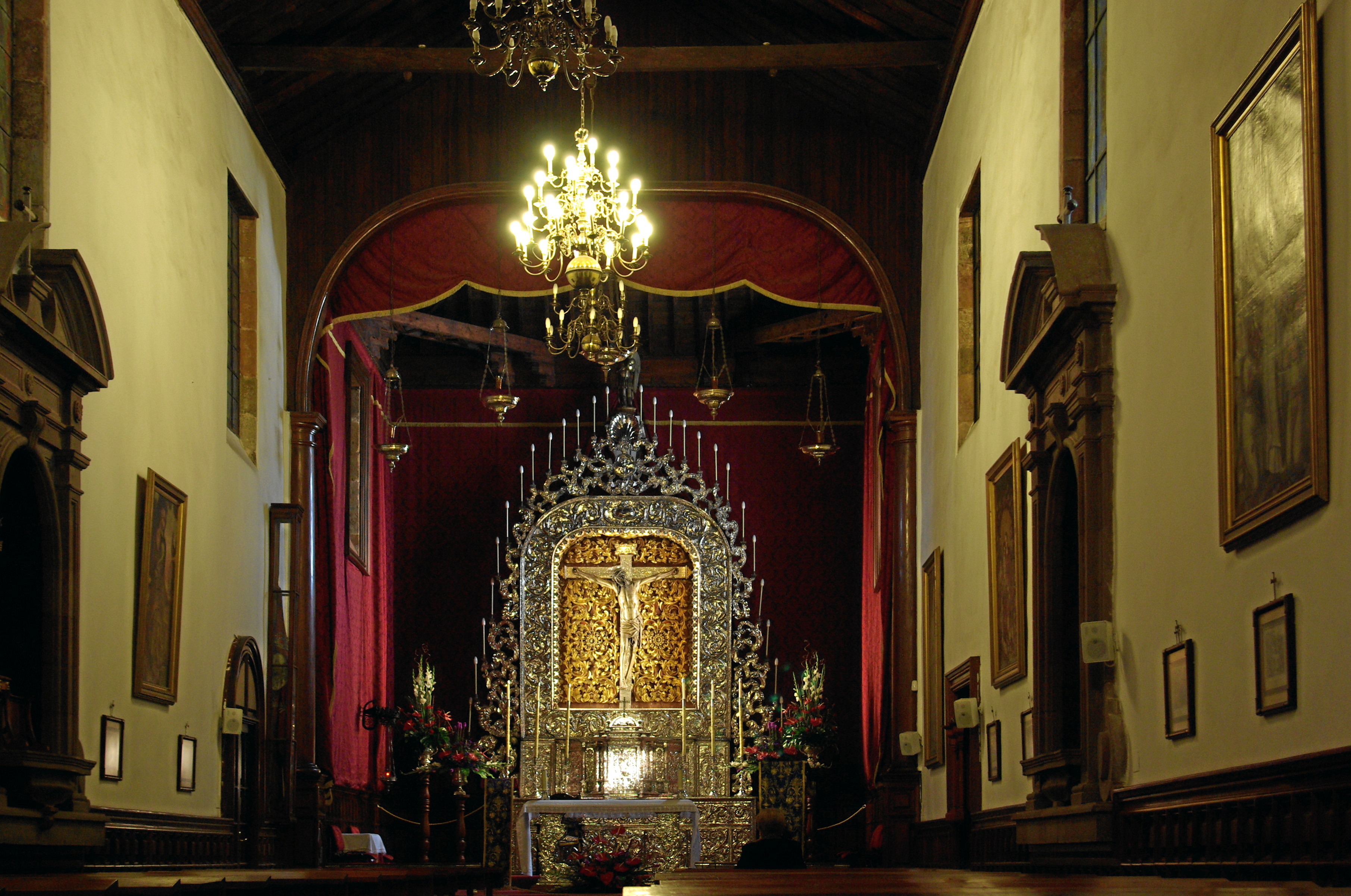
Interno del Santuario e il Cristo de La Laguna sull'altare

Durante la Settimana Santa in città nella Domenica delle Palme il Crocifisso è fatto scendere pubblicamente dall'altare maggiore del Santuario, perché i fedeli vi si accostino per baciarne i piedi. La mattina del Venerdì Santo il Cristo lascia il suo Santuario e nel Convento di Chiara d'Assisi incontra la Vergine Addolorata, San Giovanni Evangelista e Santa Maria Maddalena; successivamente visita le chiese del centro de La Laguna dove si recitano le sette parole pronunciate da Cristo in croce e infine raggiunge la cattedrale. Qui si sosta diverse ore in penitenza. Nel pomeriggio il Cristo esce dalla cattedrale, ritorna al suo santuario e viene posto sull'altare.
Il 9 settembre il Cristo de La Laguna scende ancora dall'altare maggiore e poi è portato in processione fino alla cattedrale. Nella cattedrale rimane cinque giorni, fino al 14 settembre, festa dell'Esaltazione della Santa Croce, in cui il Diocesi di Tenerife presiddida solenne Eucaristia dal Vescovo della vescovo di Tenerife celebra la Messa solenne alla presenza delle più alte autorità civili, religiose e militari delle Isole Canarie; dopo il Cristo ritorna al suo santuario. Lo stesso giorno alla notte ritorna in processione per le vie della città e si svolge uno spettacolo pirotecnico. Il 21 settembre, l'ottava della festa, si celebra una processione attorno alla Plaza del Cristo de La Laguna; al termine l'effigie torna sul suo altare.